# Canaan (Vermont)
Canaan ist eine Town im Essex County im US-Bundesstaat Vermont. Sie hatte bei der letzten Volkszählung im Jahr 2020 insgesamt 896 Einwohner. Es ist Teil der Berlin Micropolitan Statistical Area.

## Geografie

### Geografische Lage
Canaan liegt im Nordosten des Essex Countys, südlich der Grenze zu Kanada. Der Connecticut River bildet die östliche Grenze zu New Hampshire, zudem gibt es weitere kleine Bäche, die im Connecticut River münden. Der Lac Wallace ragt im Norden auf das Gebiet der Town. Die Oberfläche ist hügelig, die höchste Erhebung ist der 682 m hohe Canaan Hill.

### Nachbargemeinden
Alle Entfernungen sind als Luftlinien zwischen den offiziellen Koordinaten der Orte aus der Volkszählung 2010 angegeben.
- Nordwesten: Dixville, Kanada, 19,3 km
- Norden: Saint-Herménégilde, Kanada, 8,5 km
- Nordosten: Pittsburg, 38,6 km
- Osten: Clarksville, 30,4 km
- Osten: Stewartstown, 21,3 km
- Südosten: Colebrook, 21,2 km
- Südwesten: Lemington, 4,3 km
- Westen: Averill, 7,1 km

### Stadtgliederung
Die Town gliedert sich in mehrere Siedlungsgebiete, dazu gehören neben dem Village Canaan, Beecher Falls, Wallace Pond, South Canaan und Canaan Hills.

### Klima
Die mittlere Durchschnittstemperatur in Canaan liegt zwischen −11,7 °C (11 °Fahrenheit) im Januar und 18,3 °C (65 °Fahrenheit) im Juli. Damit ist der Ort gegenüber dem langjährigen Mittel der USA um etwa 9 Grad kühler. Die Schneefälle zwischen Mitte Oktober und Mitte Mai liegen mit mehr als zwei Metern etwa doppelt so hoch wie die mittlere Schneehöhe in den USA. Die tägliche Sonnenscheindauer liegt am unteren Rand des Wertespektrums der USA, zwischen September und Mitte Dezember sogar deutlich darunter.

## Geschichte

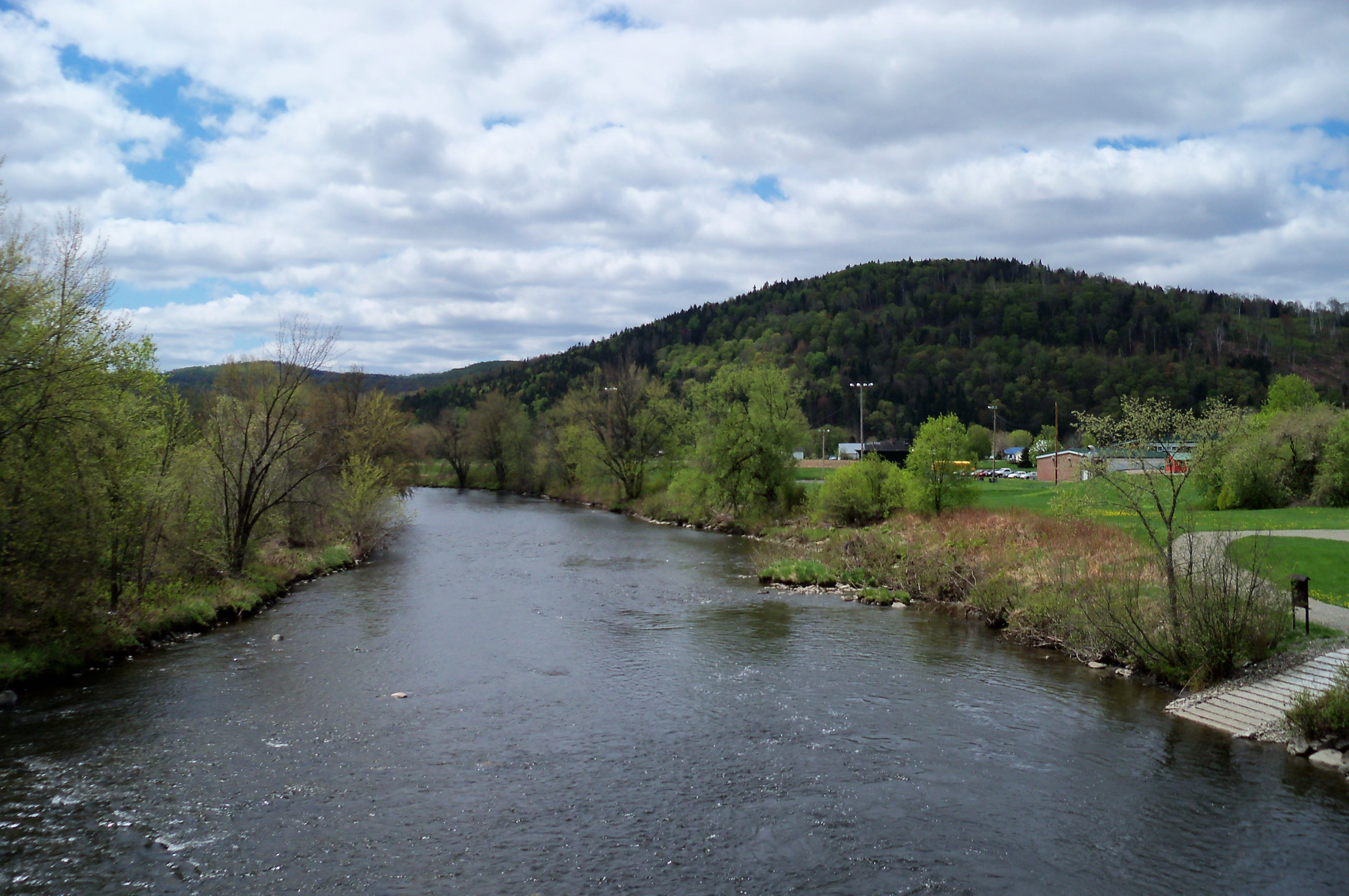
Connecticut River

Der Grant für Canaan wurde am 25. Februar 1782 durch die Vermont Republic an John Wheeler, Jonathan und Araad Hunt und 41 weitere vergeben. Die Besiedlung startete im Jahr 1785. Die Fläche der Town Norfolk wurde 1801 zur Town hinzugefügt. Die frühen Siedler lebten von der Landwirtschaft sowie von der Jagd. Die Grenze zu Kanada wurde im Jahr 1925 und die zu New Hampshire im Jahr 1934 verbindlich festgelegt. Bis dahin gab es gelegentliche Scharmützel an den Grenzen. Zu Beginn des 20. Jahrhunderts zogen viele Immigranten von Quebec nach Canaan.
Im Jahr 1895 wurde eine Niederlassung der Ethan Allen Global, Inc. in Beecher Falls gegründet. An diesem Standort wurden Möbel hergestellt. Zeitweise war die Fabrik die größte Möbelfabrik östlich von Michigan. Der Standort wurde im Jahr 2009 geschlossen. Dadurch verloren 250 Menschen ihre Arbeit.

### Einwohnerentwicklung
| Volkszählungsergebnisse – Town of Canaan, Vermont | Volkszählungsergebnisse – Town of Canaan, Vermont | Volkszählungsergebnisse – Town of Canaan, Vermont | Volkszählungsergebnisse – Town of Canaan, Vermont | Volkszählungsergebnisse – Town of Canaan, Vermont | Volkszählungsergebnisse – Town of Canaan, Vermont | Volkszählungsergebnisse – Town of Canaan, Vermont | Volkszählungsergebnisse – Town of Canaan, Vermont | Volkszählungsergebnisse – Town of Canaan, Vermont | Volkszählungsergebnisse – Town of Canaan, Vermont | Volkszählungsergebnisse – Town of Canaan, Vermont |
| Jahr                                              | 1700                                              | 1710                                              | 1720                                              | 1730                                              | 1740                                              | 1750                                              | 1760                                              | 1770                                              | 1780                                              | 1790                                              |
| ------------------------------------------------- | ------------------------------------------------- | ------------------------------------------------- | ------------------------------------------------- | ------------------------------------------------- | ------------------------------------------------- | ------------------------------------------------- | ------------------------------------------------- | ------------------------------------------------- | ------------------------------------------------- | ------------------------------------------------- |
| Einwohner                                         |                                                   |                                                   |                                                   |                                                   |                                                   |                                                   |                                                   |                                                   |                                                   | 19                                                |
| Jahr                                              | 1800                                              | 1810                                              | 1820                                              | 1830                                              | 1840                                              | 1850                                              | 1860                                              | 1870                                              | 1880                                              | 1890                                              |
| Einwohner                                         | 45                                                | 332                                               | 227                                               | 373                                               | 378                                               | 471                                               | 408                                               | 419                                               | 637                                               | 829                                               |
| Jahr                                              | 1900                                              | 1910                                              | 1920                                              | 1930                                              | 1940                                              | 1950                                              | 1960                                              | 1970                                              | 1980                                              | 1990                                              |
| Einwohner                                         | 934                                               | 869                                               | 982                                               | 906                                               | 872                                               | 969                                               | 1094                                              | 949                                               | 1196                                              | 1121                                              |
| Jahr                                              | 2000                                              | 2010                                              | 2020                                              | 2030                                              | 2040                                              | 2050                                              | 2060                                              | 2070                                              | 2080                                              | 2090                                              |
| Einwohner                                         | 1078                                              | 972                                               | 896                                               |                                                   |                                                   |                                                   |                                                   |                                                   |                                                   |                                                   |

## Wirtschaft und Infrastruktur

### Verkehr
In westöstlicher Richtung parallel zur Grenze nach Kanada verläuft die Vermont State Route 114 entlang der nördlichen Grenze der Town. Sie führt im Westen nach Avrill. In nordsüdlicher Richtung zweigt von ihr die Vermont State Route 102 in südlicher Richtung ab.

### Öffentliche Einrichtungen
Das North Country Hospital & Health Care in Newport ist das nächstgelegene Krankenhaus für die Bewohner der Town.

### Bildung

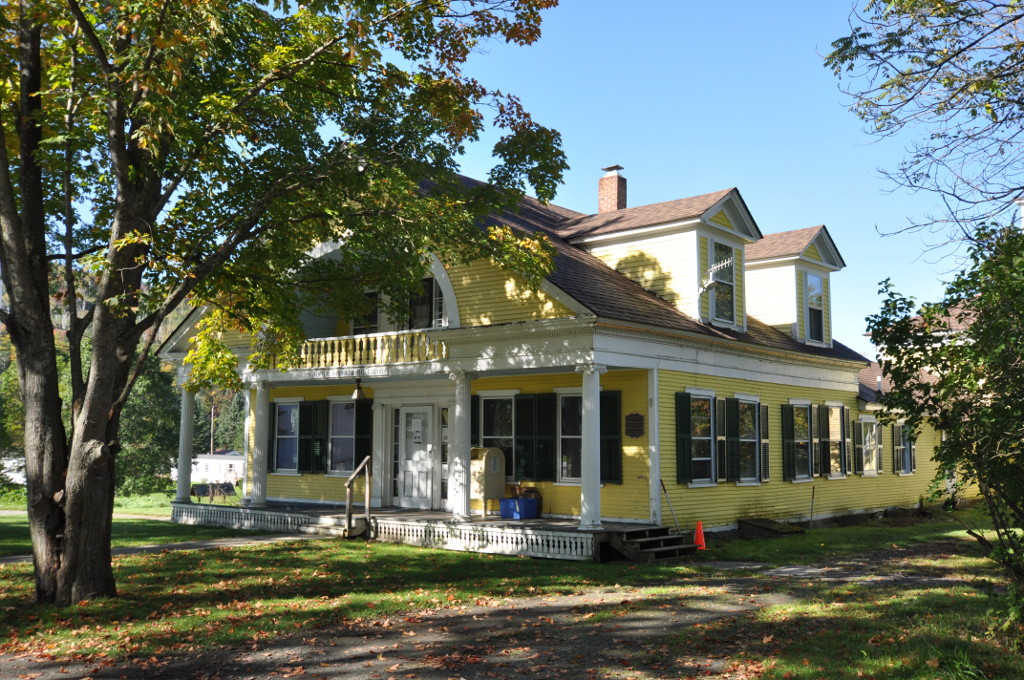
Alice M. Ward Library

Canaan gehört mit Bloomfield, Brunswick, Lemington und Norton zur Essex North Supervisory Union.
Die Canaan Schools bieten für etwa 200 Schülerinnen und Schülern Klassen von Kindergarten bis zum 12. Schuljahr.
Die Alice M. Ward Library befindet sich in der Park Street, in einer ehemaligen Station der Postkutsche. Das Gebäude war bekannt unter dem Namen Jacobs Stand und wurde im Jahr 1846 errichtet. Es ist gelistet im National Register of Historic Places. Das Gebäude wurde im Jahr 1888 von Alice M. Ward gekauft. Sie war die Ehefrau des Arztes Dr. Artemas Ward. Dieser errichtete in einem Teil des Gebäudes seine Praxis. In ihrem Testament hinterließ Alice M. Ward der Town das Gebäude mit der Auflage in dem Gebäude eine Bibliothek einzurichten. In einer Versammlung nach die Town im Dezember 1930 dieses Erbe an.

## Persönlichkeiten

### Persönlichkeiten, die vor Ort gewirkt haben
- Samuel Ingham (1793–1881), Anwalt in Canaan und Abgeordneter im US-Repräsentantenhaus